# Lavaqueresse
Lavaqueresse település Franciaországban, Aisne megyében. Lakosainak száma 202 fő (2022. január 1.). Lavaqueresse Chigny, Dorengt, Iron, Leschelle, Malzy és Villers-lès-Guise községekkel határos.

## Népesség
A település népességének változása:
| Lakosok száma | 310  | 256  | 224  | 212  | 212  | 207  | 202  | 201  | 201  | 202  |
|               | 1968 | 1982 | 1990 | 2006 | 2013 | 2015 | 2017 | 2019 | 2020 | 2022 |